# Brandt (fränkisches Adelsgeschlecht)

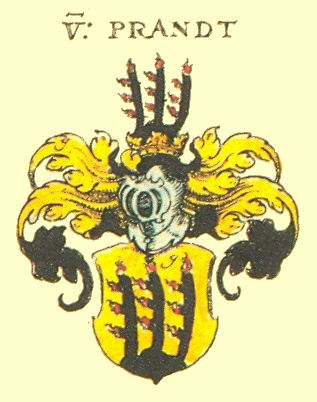
Wappen der Familie von Brandt nach Siebmachers Wappenbuch

Die Familie von Brandt ist ein altes fränkisches Adelsgeschlecht.
Die Familie ist von zahlreichen weiteren gleichnamigen Geschlechtern Brand(t), zu denen weder Stamm- noch Wappenverwandtschaft besteht zu unterscheiden.

## Familienname Brandt
Der Familienname Brandt oder auch Brand ist weitverbreitet. Der Name Brandt ist wie hier der Hinweis auf Rodungstätigkeiten, er kann aber auch auf Feuersbrünste hinweisen (z. B. bei den Zollner vom Brand). Es gab noch weitere Adelsgeschlechter des gleichen Namens.

## Geschichte

### Ursprung

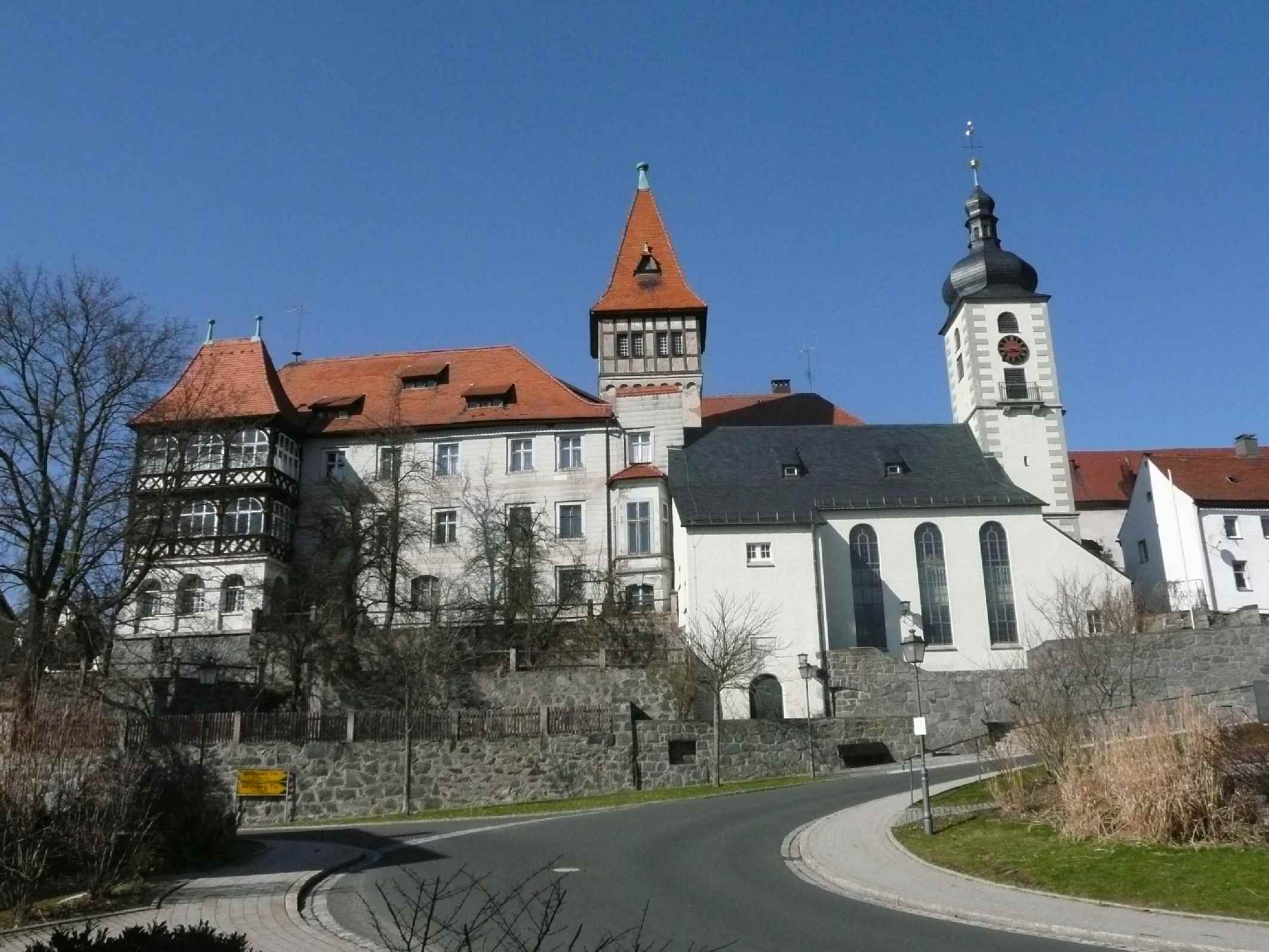
Schloss Brand bei Marktredwitz

Das fränkische Uradelsgeschlecht derer von Brandt nahm seinen Anfang auf Schloss Brand, heute Teil von Marktredwitz im Landkreis Wunsiedel in Oberfranken. Mit Meino de Brande sind Ort und Familie 1221 erstmals urkundlich bezeugt. Da sich das Schloss Brand bis in das 19. Jahrhundert unter der Lehensherrschaft der Familie von Notthafft befunden hat, können die Herren von Brand zum Dienstadel der Familie von Notthafft gerechnet werden. Hans Wilhelm und Hans Wolf von Brand waren die letzten Familienmitglieder, die im Stammschloss Brand wohnten; Hans Wilhelms Witwe veräußerte ihren Anteil nach 1662 an ihren Schwiegersohn Wolf Ernst von Gravenreuth sowie an Georg Christoph Renner. Hans Wolf verkaufte seinen Anteil 1682 an den aus Thüringen stammenden Wolff Adolph Marschall.
Zwischen 1165 und 1172 ließ der pleißenländische Landrichter Hugo von Wartha zusammen mit dem kaiserlichen Marschall Rudolf von Brand (gest. 1195) die Burg Waldenburg im Tal der Zwickauer Mulde (im heutigen Westsachsen) errichten. Ob diese Person zur fränkischen Familie Brand gehörte ist sicher nicht zu klären.

### Verbreitung

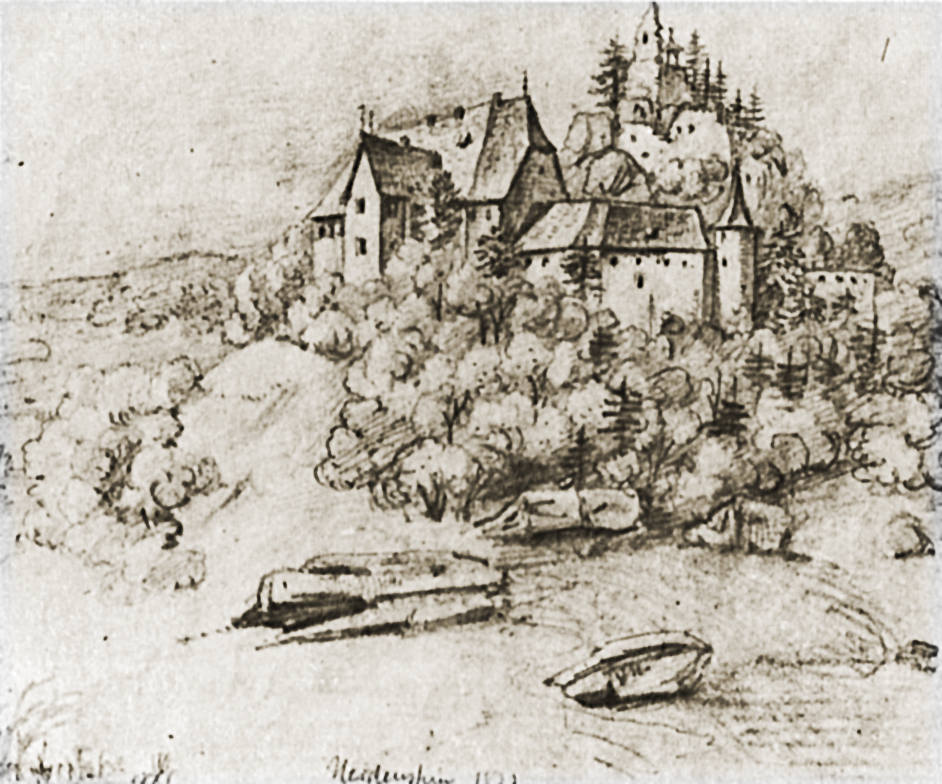
Schloss und Burgruine Neidstein (1832)

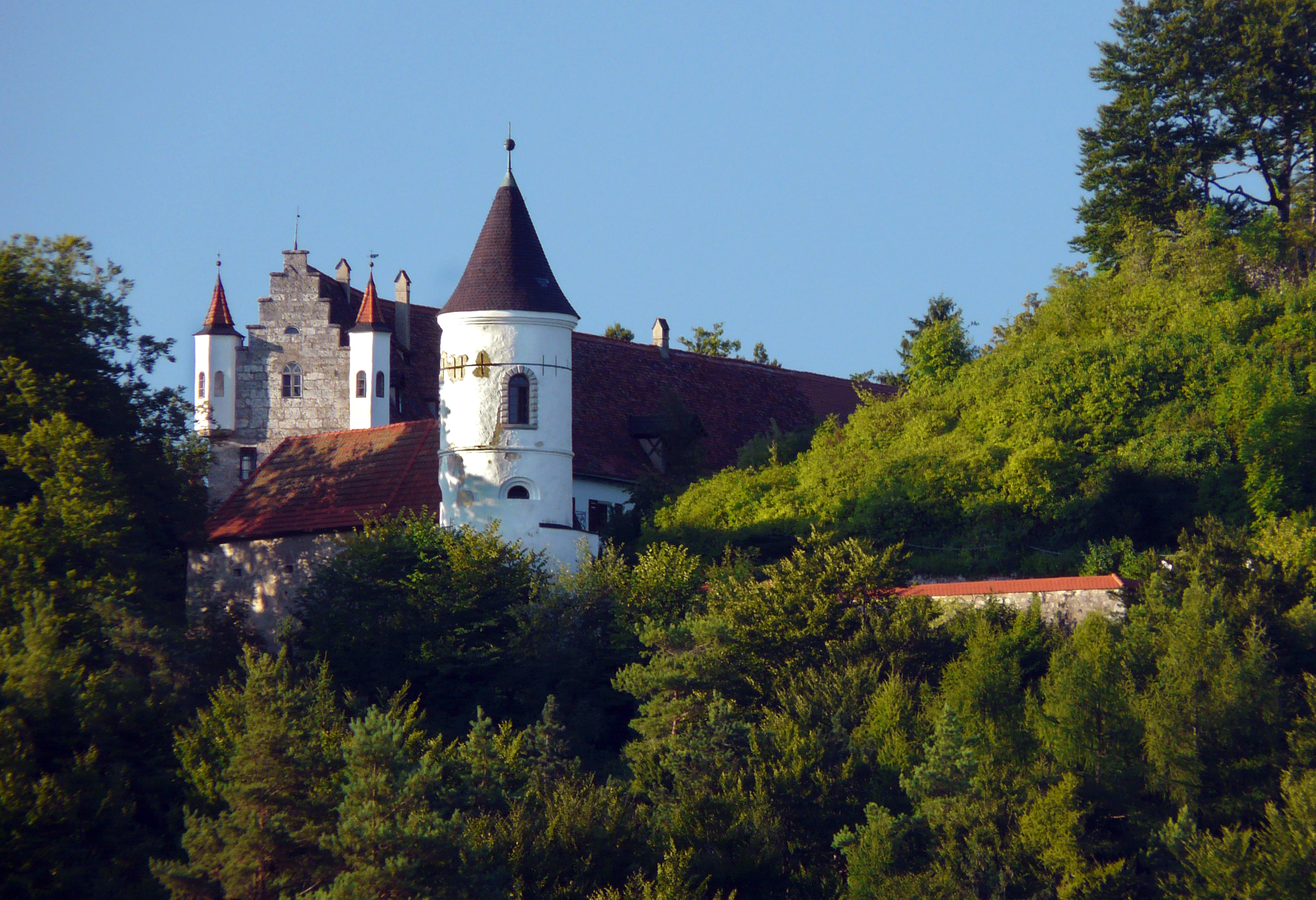
Schloss Neidstein

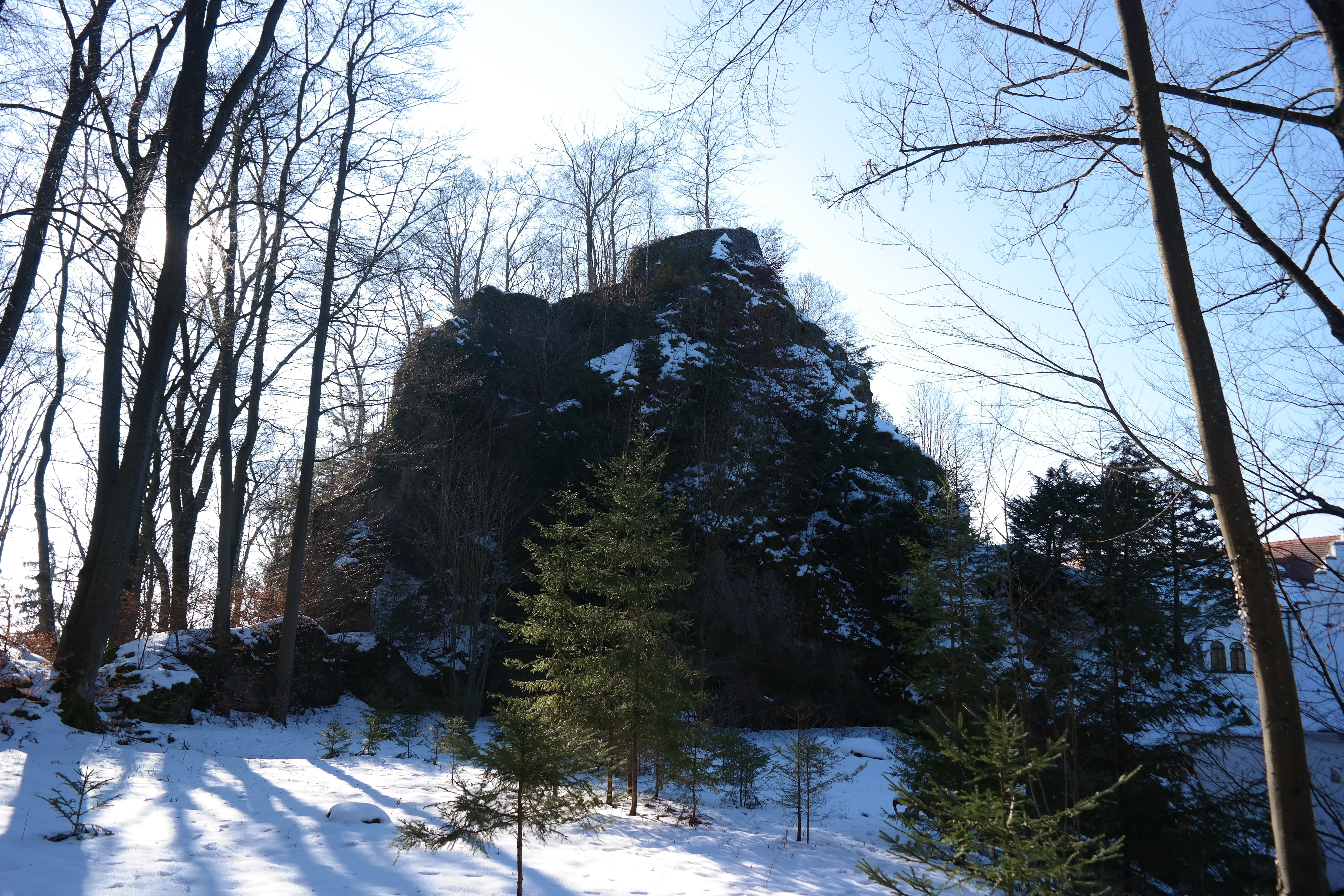
Ruine der Burg Neidstein hinter dem Schloss

Als ältester gemeinsamer Ahnherr des in mehrere Linien geteilten und auch heute noch blühenden Geschlechts gilt der um 1380/90 geborene Erhard Prantner. Dessen ältester Sohn Hans erwarb 1466 die Burg Neidstein bei Sulzbach-Rosenberg in der Oberpfalz. Der zweite Sohn Stephan begründete die Pleysteiner Linie der Familie, der jüngste Bruder Thomas die Flossenbürger Linie des Geschlechts.
1504 wurde die Burg Neidstein im Zuge des Landshuter Erbfolgekrieges durch Herzog Albrecht von Bayern zerstört. Danach wurde das neue Schloss Neidstein von Jobst von Brandt errichtet und 1513 fertiggestellt. Die Neidsteiner Linie mit Gütern in Etzelwang, Kürmreuth, Nasslitz, Burggrub und Freiung besaß das namengebende Schloss über 14 Generationen hinweg. 2006 veräußerten die amerikanischen Nachfahren der Familie Brandt von Neidstein, Erben des letzten Eigentümers des Schlosses, dieses an den Schauspieler Nicolas Cage. Ein großer Teil der historischen Ausstattung des Schlosses wurde beim Münchener Auktionshaus Neumeister versteigert.
Die zweite Hauptlinie zu Pleystein mit den Seitenästen zu Leutzenhof, Bodenstein, Biebersreuth, Woppenhof, Stein etc. erlosch im ausgehenden 17. Jahrhundert.
Die Flossenbürger Linie, die später vor allem in Franken (Bühl, Gereuth, Christanz) begütert war und zur fränkischen Reichsritterschaft gehörte, ist 1872 ausgestorben.
Die Familie von Brandt bewohnte auch das ehemalige Schloss in Reislas bei Kirchenpingarten.

### Verwandte Geschlechter
Die Familie von Brandt ist unmittelbar mit folgenden Adelsfamilien verwandt: Feilitzsch, Kotzau, Rabensteiner zu Döhlau und Sparneck.

## Wappen
Das Wappen zeigt drei senkrecht nebeneinander angeordnete gestümmelte schwarze Baumäste auf goldenem Grund. An den Astenden lodern kleine Flammen. Das Motiv wiederholt sich auch in der Helmzier.
Das Wappen der Gemeinde Etzelwang erinnert mit stark symbolisierten brennenden Ästen an das Geschlecht. Das Wappen der ehemaligen Gemeinde Brand bezieht sich in einer Schildhälfte ebenfalls auf die Familie.

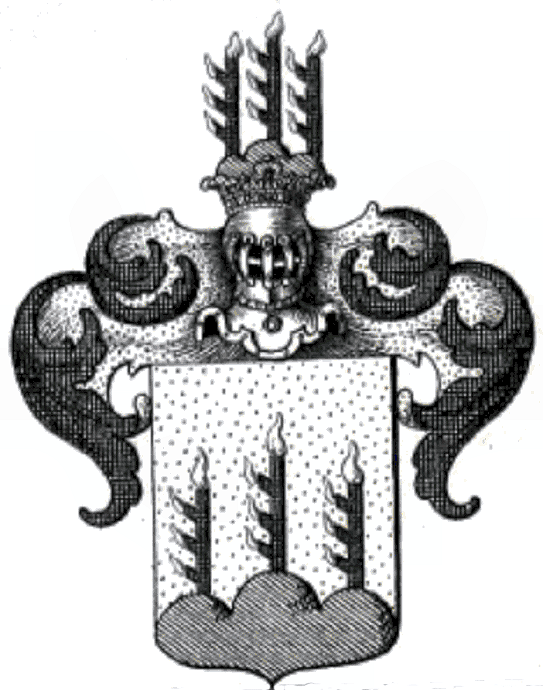
Wappen von Brand zu Neidstein
Wappen der Gemeinde Etzelwang

## Angehörige

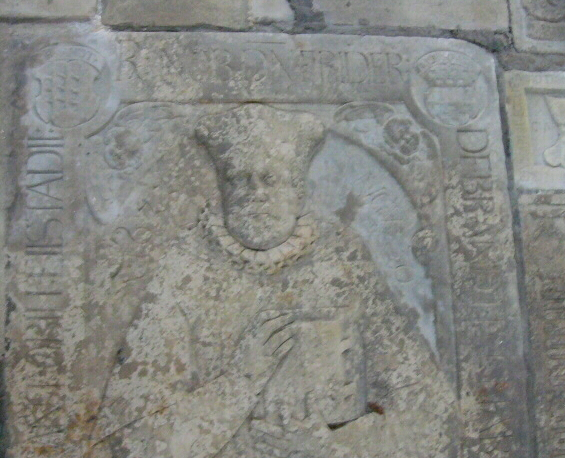
Epitaph eines Geistlichen der Familie von Brandt im Eichstätter Dom

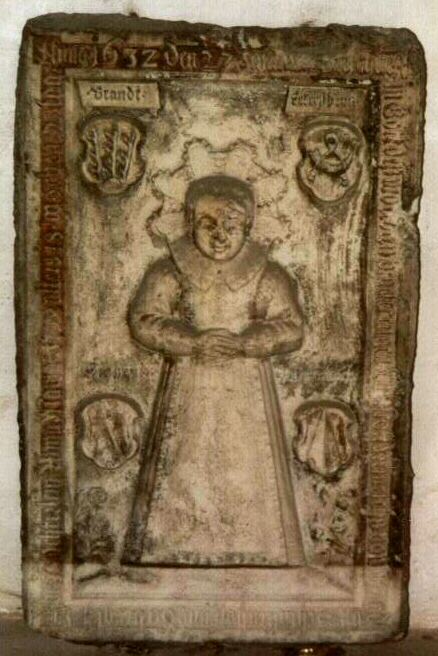
Kindergrabstein der Familie von Brandt 1632 in Arzberg

- Jobst von Brandt (1517–1570), Komponist
- Philipp von Brand zu Neidstein (1796–1870), bayerischer Generalleutnant
- Theodor von Brand (1899–1978), deutschamerikanischer Parasitologe
- Karl-Hermann Freiherr von Brand zu Neidstein (1915–1984), deutscher Offizier, Militärschriftsteller und Museumsleiter